# Governo Cameron II
Il Governo Cameron II è stato il novantacinquesimo governo del Regno Unito in carica dall'8 maggio 2015 al 13 luglio 2016. Si é trattato di un governo a maggioranza conservatrice.

## Storia
Nelle elezioni generali del 7 maggio 2015, i conservatori sono riusciti a ottenere una piccola maggioranza, con 331 membri, ovvero il 50,9% dei seggi alla Camera dei comuni. I Liberaldemocratici hanno perso più di quaranta seggi, pagando il prezzo della loro partecipazione all'esecutivo nella precedente legislatura. L'11 maggio è stato istituito un nuovo governo composto da soli ministri conservatori. La funzione di Vice primo ministro scompare e quella di Capo segretario del tesoro è esclusa dal gabinetto.

## Situazione Parlamentare
| Camera | Collocazione | Partiti | Seggi     |
| ------ | ------------ | --- | --------- |
| Camera | Maggioranza  | Conservatori (331) | 331 / 650 |
| Camera | Opposizione  | Laburisti (232),Partito Nazionale Scozzese (56),Liberal Democratici (Regno Unito) (8),Partito Unionista Democratico (8),Sinn Féin (4),Plaid Cymru (4),Partito Verde di Inghilterra e Galles (1),Partito Unionista Dell'Uster (2),Partito per l'Indipendenza del Regno Unito (1),Partito Social Democratico e Laburista (3) | 319 / 650 |

## Composizione iniziale 11 maggio 2015
I nuovi ministri sono indicati in grassetto, quelli che hanno cambiato le proprie responsabilità in corsivo.
| Carica                                                                | Titolare | Titolare | Titolare                                | Partito      |
| --------------------------------------------------------------------- | -------- | -------- | --------------------------------------- | ------------ |
| Primo ministro Primo lord del tesoro Ministro della funzione pubblica |          |          | David Cameron                           | Conservatore |
| Primo Segretario di Stato Cancelliere dello Scacchiere                |          |          | George Osborne                          | Conservatore |
| Lord cancelliere Giustizia                                            |          |          | Michael Gove                            | Conservatore |
| Affari interni                                                        |          |          | Theresa May                             | Conservatore |
| Affari esteri e Commonwealth                                          |          |          | Philip Hammond                          | Conservatore |
| Difesa                                                                |          |          | Michael Fallon                          | Conservatore |
| Affari, innovazione e competenze Presidente del Board of Trade        |          |          | Sajid Javid                             | Conservatore |
| Lavoro e pensioni                                                     |          |          | Iain Duncan Smith Fino al 18 marzo 2016 | Conservatore |
| Lavoro e pensioni                                                     |          |          | Stephen Crabb Dal 19 marzo 2016         | Conservatore |
| Energia e cambiamenti climatici                                       |          |          | Amber Rudd                              | Conservatore |
| Salute                                                                |          |          | Jeremy Hunt                             | Conservatore |
| Istruzione Ministro per le donne e l'uguaglianza                      |          |          | Nicky Morgan                            | Conservatore |
| Comunità e governo locale                                             |          |          | Greg Clark                              | Conservatore |
| Trasporti                                                             |          |          | Patrick McLoughlin                      | Conservatore |
| Ambiente, l'alimentazione e affari rurali                             |          |          | Elizabeth Truss                         | Conservatore |
| Sviluppo internazionale                                               |          |          | Justine Greening                        | Conservatore |
| Irlanda del Nord                                                      |          |          | Theresa Villiers                        | Conservatore |
| Scozia                                                                |          |          | David Mundell                           | Conservatore |
| Galles                                                                |          |          | Stephen Crabb Fino al 18 marzo 2016     | Conservatore |
| Galles                                                                |          |          | Alun Cairns Dal 19 marzo 2016           | Conservatore |
| Media, cultura e sport                                                |          |          | John Whittingdale                       | Conservatore |
| Leader della Camera dei lord Lord del sigillo privato                 |          |          | Tina Stowell                            | Conservatore |
| Leader della Camera dei comuni Lord presidente del Consiglio          |          |          | Chris Grayling                          | Conservatore |
| Cancelliere del Ducato di Lancaster                                   |          |          | Oliver Letwin                           | Conservatore |